# Dubai World
Dubai World (arabiska: دبي العالمية) är ett statligt emiratiskt investmentbolag baserat i Dubai. Dubai World äger en stor mängd olika typer av företag i olika branscher som tillsammans har en central roll för Dubais ekonomi. Utöver detta är de även en av Förenade Arabemiratens ledande investerare i utlandet. Genom dotterbolaget DP World driver de till exempel ett stort antal hamnar runt om i världen, bland annat i USA, Hongkong och Djibouti.
Dubai World grundades i mars 2006 av Dubais emir, tillika Förenade Arabemiratens vicepresident och premiärminister Mohammed bin Rashid Al Maktoum. Idag leds det av affärsmannen Sultan Ahmed bin Sulayem. 
De ligger bakom de konstgjorda öarna Palm Jebel Ali och Världen.